# Atelier de potiers du Chatigny
L'atelier de potiers du Chatigny est un établissement artisanal de l'époque impériale romaine situé au sud de la province de Germanie supérieure, sur la commune moderne de Luxeuil-les-Bains, dans le département de la Haute-Saône, en France.
Actif aux  Ier et IIe siècles, soit pendant un siècle et demi, Chatigny serait le seul atelier de la région Franche-Comté connu en ce début du XXIe siècle présentant une production aussi variée sur un tel intervalle de temps. L'assez bonne conservation d'un ensemble de fours de potier groupés autour de la même aire de chauffe lui a valu son classement comme monument historique en 1988.

## Situation
Le site de gallo-romain de Luxovium est au sud de la province de Germanie supérieure, dans la civitas des Séquanes, avec pour capitale Vesontio (Besançon). Luxovium s'est développé à un carrefour de routes antiques contournant le massif des Vosges, reliant la Haute-Alsace et le plateau lorrain. La présence de sources thermales a favorisé la création d'un sanctuaire, probablement avant la conquête romaine, puis, à partir du milieu du Ier siècle, le développement d'une cité avec une activité artisanale. Les ateliers de potiers connus sont à l'est de cette cité, un peu à l'écart en raison des nuisances qu'ils dégagent. Les fours sont localisés sur un versant de colline qui domine les sources et le vallon où coule le Breuchin, à proximité de ruisseaux et de forêts, propices à l'approvisionnement en argile et en bois de chauffe.

## Découverte et fouilles

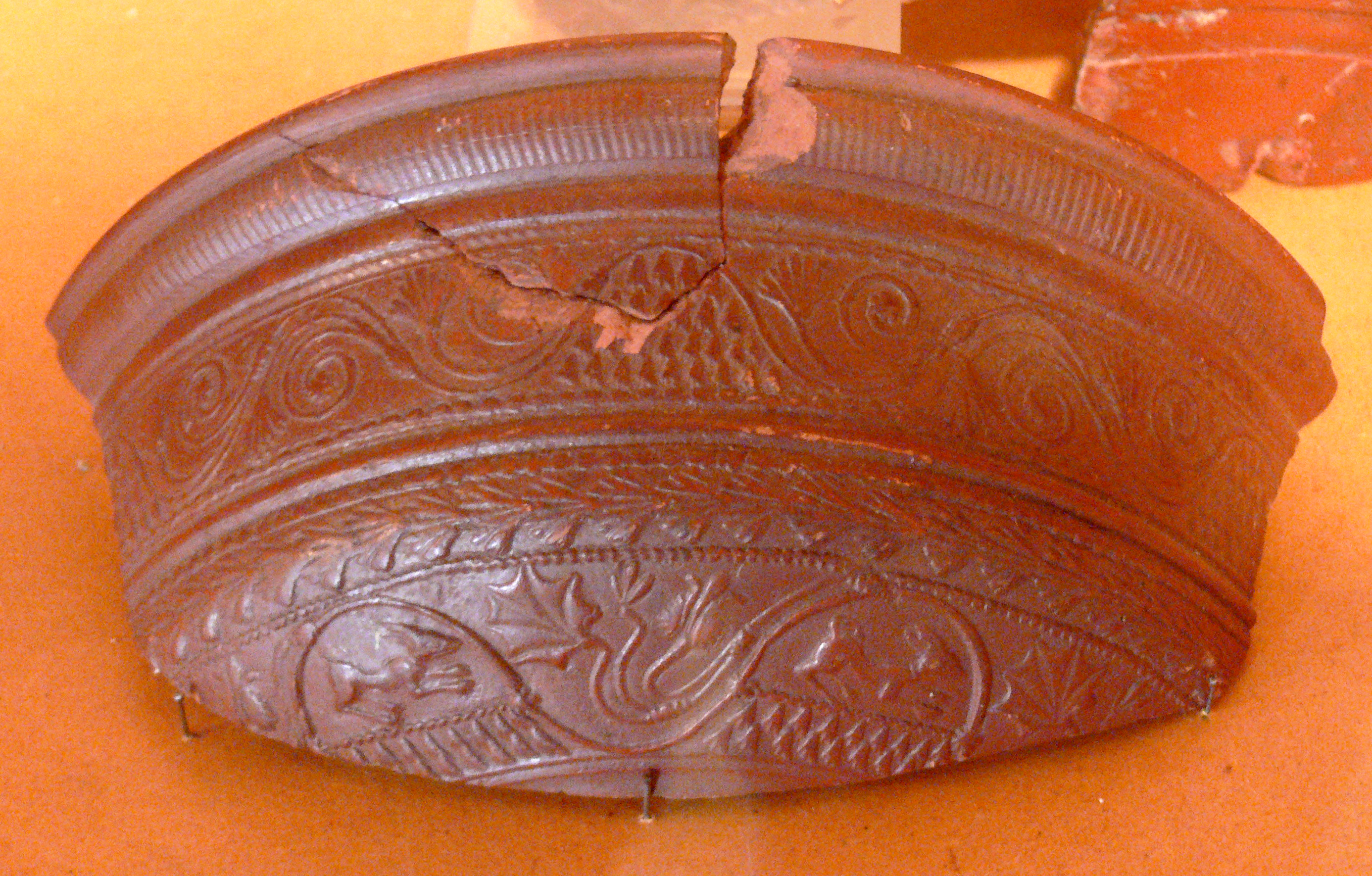
Fragment de céramique sigillée découverte à Luxeuil-les-Bains, bol à profil caréné de type Drag. 29. Vesoul, musée Jean-Léon Gérôme.

L'antiquité du site thermal de Luxeuil est reconnue dès le XVIIIe siècle.
Dès 1881, deux fragments de moules de potier découverts à Luxeuil témoignent d'une fabrication locale de céramique sigillée, dont la diffusion est étudiée par Alfred Vaissier dans un mémoire sur les poteries estampillées dans l'ancienne Séquanie. Une étude de ces moules et des nombreux fragments de poterie provenant de Luxeuil et du site voisin de Mandeure (l'antique Epomanduodurum des Séquanes) est publiée en 1960 par Lucien Lerat, directeur des antiquités historiques de Franche-Comté (1942-1971) et Yves Jeanin.
Des fouilles de sauvetage sont menées de 1978 à 1988 sur le lieu-dit du Chatigny, qui mettent au jour un groupe de huit fours de potier. Plus d'une vingtaine de fragments de moules sont recueillis en 1982-1983, ainsi que de nombreux fragments de poterie. Le groupe de fours est classé aux monuments historiques en 1988, et la fouille reprend en 1991 lors de la construction d'un bâtiment de présentation muséographique. En 1993, des sondages réalisés à une centaine de mètres près du cimetière localisent quatre autres fours. Mais les terrains situés entre ces deux emplacements ont fait l'objet d'importants travaux de voirie en 1950, qui ont détruit les niveaux archéologiques où devaient se trouver les vestiges des ateliers.

## Description des fours

Principe des fours à bois
Plan d'un four de potier
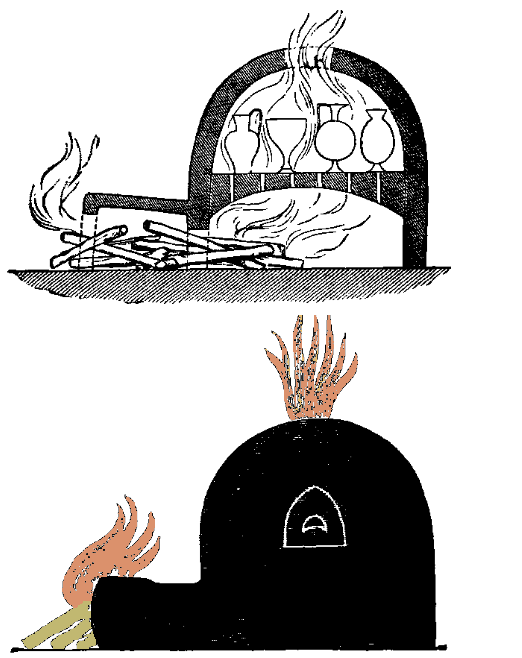
Fonctionnement d'un four à bois à tirage direct

L'atelier de potiers subsistant, tel qu'il apparaît après les fouilles, se répartit en deux ensembles : l'un dit « de Chatigny » groupe huit fours autour d'une aire de chauffe commune et un neuvième à proximité ; l'autre, comportant quatre fours, est à une centaine de mètres près du cimetière moderne . Les installations associées au travail de potier, telles que bassin de décantation des argiles, bâtiments de stockage, atelier de façonnage, habitation des artisans, n'ont pu être localisées et ont disparu lors des travaux de 1950.
Les fours de Chatigny sont installés directement sur le substrat de grès qui affleure sur la colline. Deux blocs de grès cubiques et superposés pouvant servir de base de charpente et une portion de mur sont les seuls indices d'un bâtiment abritant l'aire de chauffe des fours,.
L'aire de chauffe de Chatigny est creusée dans le sol à 1,5 mètre de profondeur, bordée de murs en moellons de grès. Elle mesure 4,5 × 3,3 mètres et a desservi huit fours, simultanément ou successivement. L'artisan y accédait par un escalier de quatre marches. Aucun système de drainage des eaux de pluie n'a été trouvé, ce qui est un autre indice de l'existence d'un bâti au-dessus de l'aire de chauffe.
Les fours A et B sont placés de part et d'autre de l'aire de chauffe et sont du même modèle, four circulaire à tubulure. Le four B est le mieux conservé de tous : la base de l'entrée de l'alandier est en place, ainsi que les deux tiers de la voûte. La sole (le plancher du four) est intacte. Elle est constituée de plaques de grès, recouverte d'une couche d'argile cuite épaisse d'un à deux centimètres et percée de quatorze trous, dix disposés en cercle et quatre au centre. Le laboratoire, ou chambre de cuisson, mesure 3 mètres de diamètre et conserve son mur en petits moellons de grès sur une hauteur de 30 à 35 centimètres. Des tubulures verticales placées côté à côte doublaient sa paroi interne. Elles étaient reliées à leur base par une gouttière de 10 cm de largeur ceinturant la sole, qui les alimentait en air chaud depuis la salle de chauffe. Ce dispositif de four à tubulure est similaire à celui d'un four découvert à Lezoux au XIXe siècle et est destiné à la cuisson de la céramique sigillée.
Les autres fours également construits en grès, sont de conception plus simple, rectangulaire ou circulaire à tirage direct. Les fours K, J et H, circulaires avec un diamètre de 2 mètres environ, se sont succédé dans l'angle sud-est de l'aire de chauffe.

## Production

### Typologie
La connaissance de la production de Chatigny est établie par l'analyse statistique de près cinquante mille tessons recueillis dans les fours transformés en dépotoir. Ces fragments sont des rebuts de cuisson et des produits rejetés impropres à la vente, débris d'au moins mille objets (en notion archéologique NMI ou Nombre minimum d'individus). L'inventaire de ces fragments permet de ventiler la production locale en quatre catégories, par ordre de volume croissant : la poterie en terra nigra, marginale, la céramique sigillée, minoritaire quoiqu'elle ait contribué à la notoriété du site, la céramique à paroi fine et la céramique commune, toutes deux très abondantes.

Typologie des céramiques, exemples
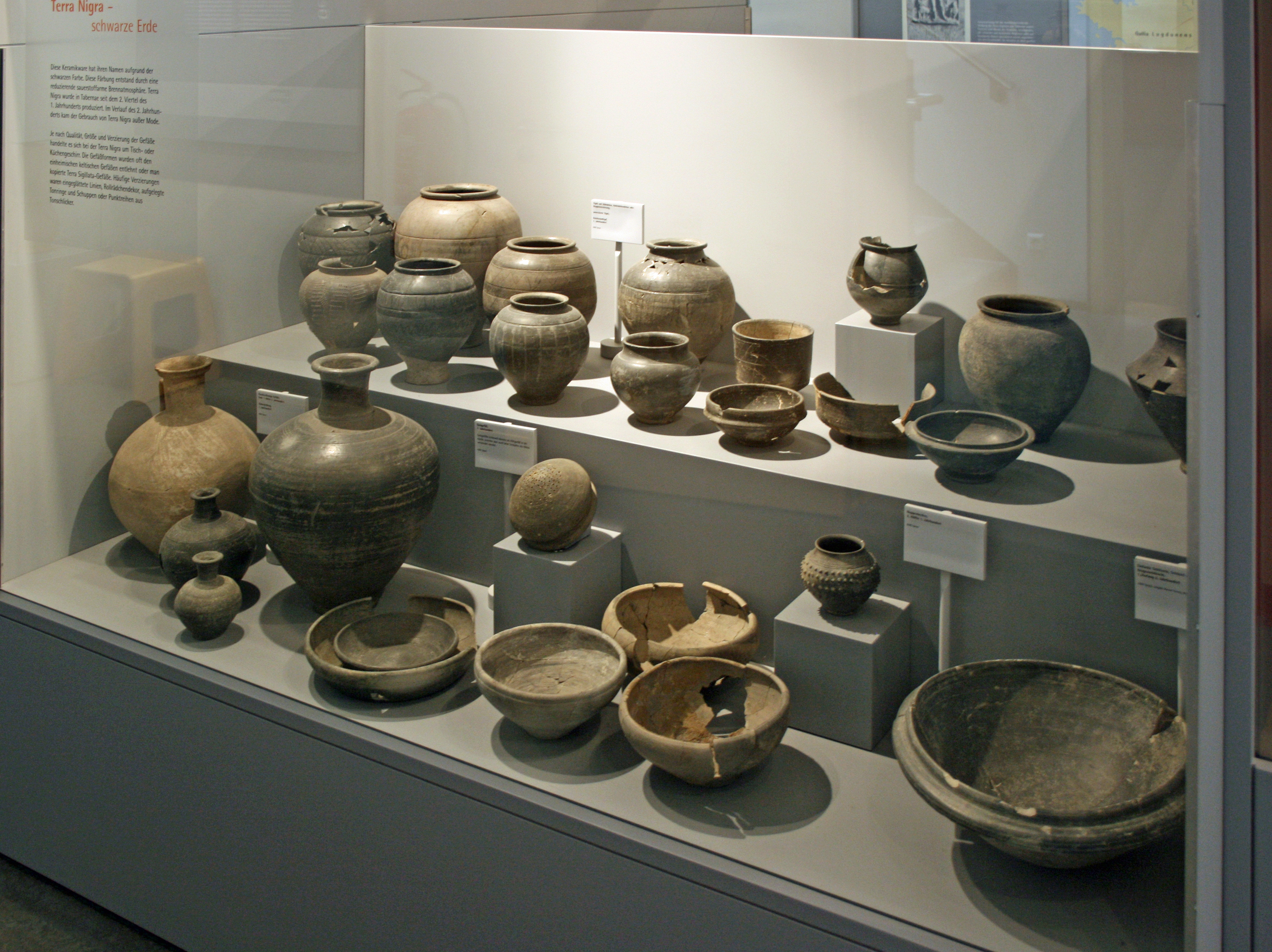
Terra nigra, musée archéologique de Rheinzabern, Allemagne.
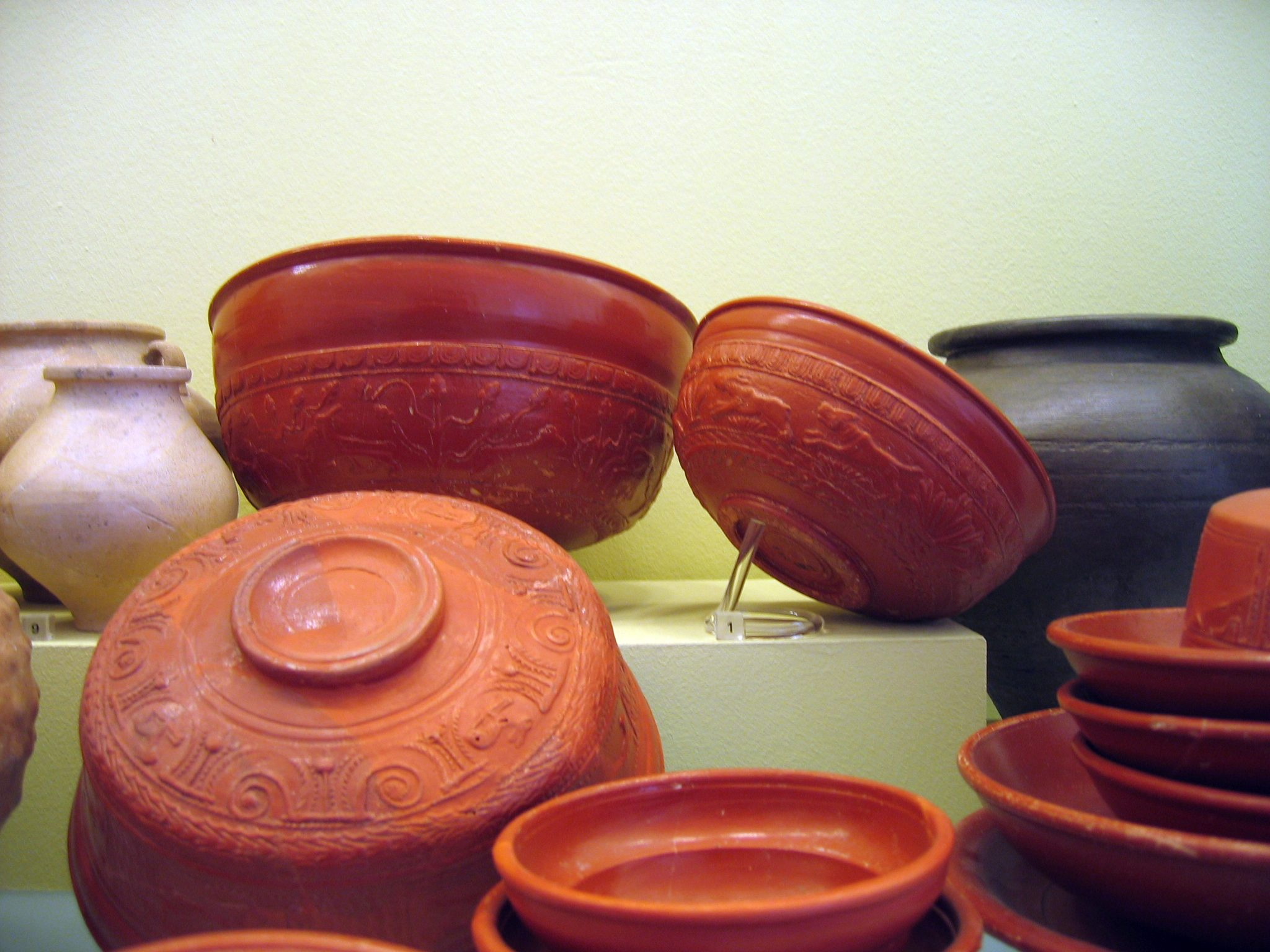
Céramique sigillée rouge, musée régional archéologique de Constance, Allemagne.
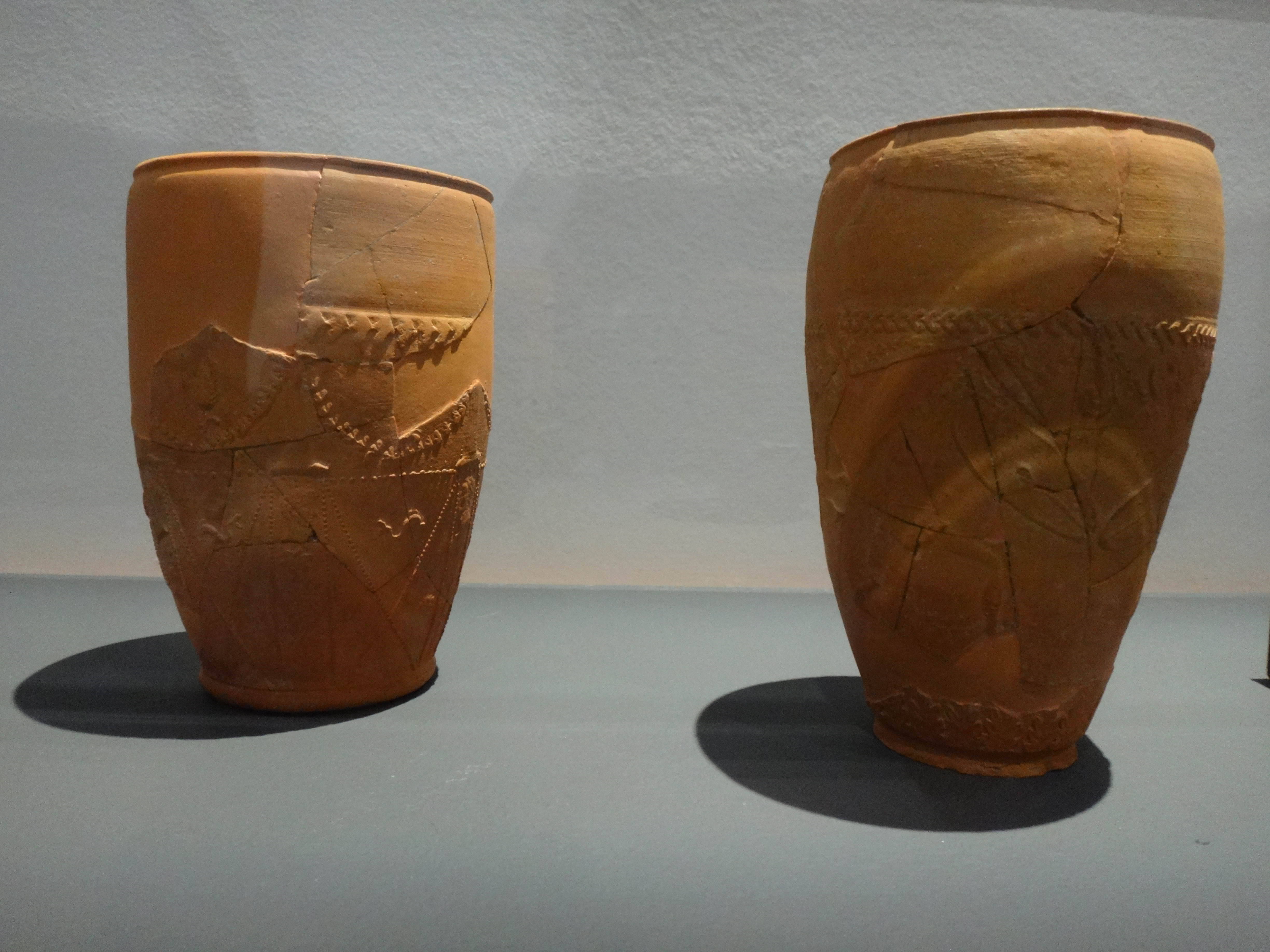
Céramique à paroi fine, musée Lugdunum, France.
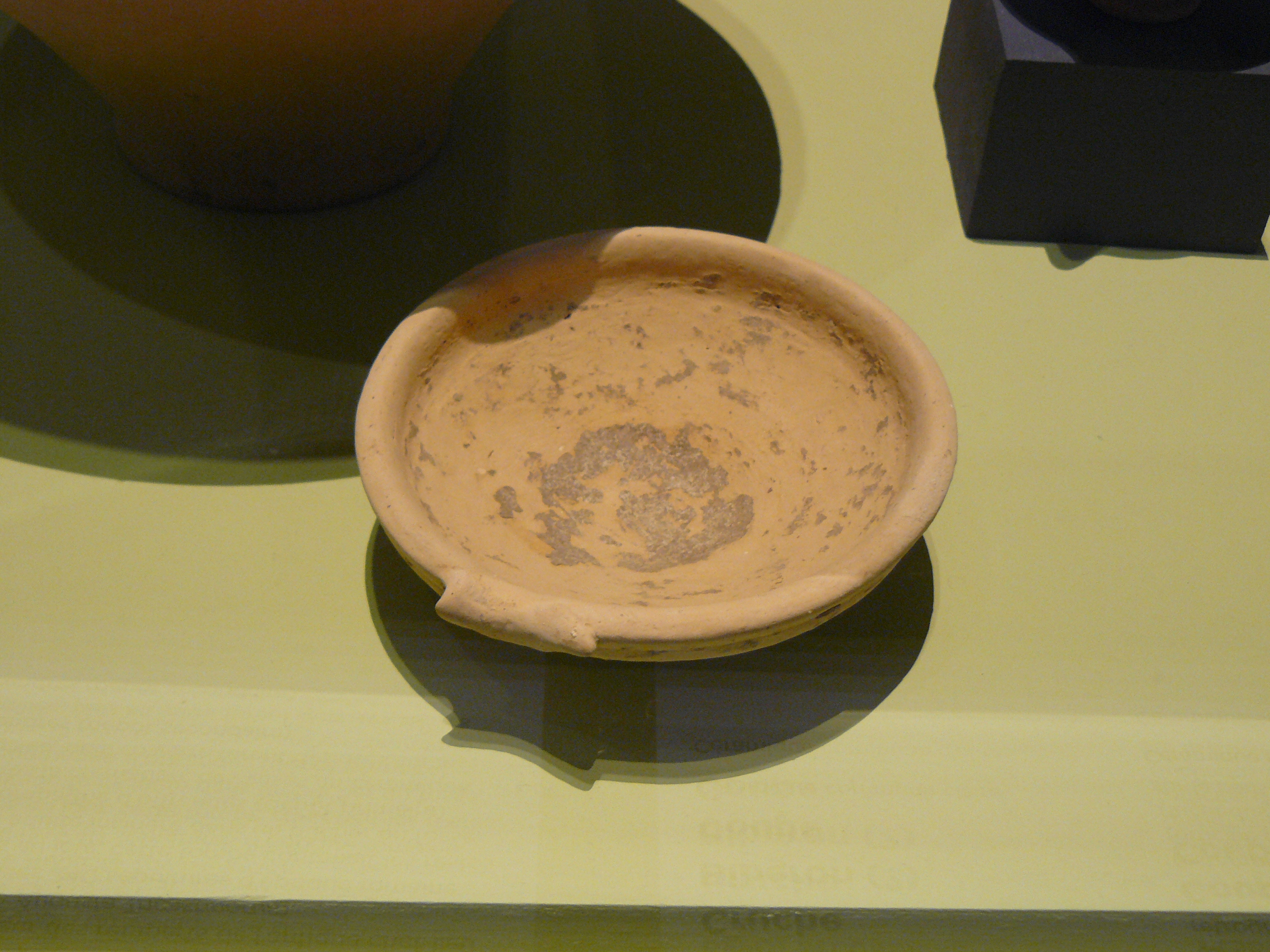
coupe en céramique commune, musée d'archéologie tricastine, Saint-Paul-Trois-Châteaux (Drôme), France.

La production en terra nigra, céramique en pâte noire, provient d'un des fours du cimetière où l'on a découvert les fragments de deux moules en terra nigra. Cette production est marginale et consiste en plats de deux types et en jattes, également de deux types.
Les céramiques à paroi fine sont massivement des gobelets (vingt mille tessons) et quelques assiettes (environ quatre cents fragments). Les gobelets, ovoïdes ou piriformes, sont décorés de petites rainures verticales ou obliques. Les dimensions des exemplaires mesurables vont de 12 à 16 cm de hauteur. La taille des assiettes varie entre 15 et 23 cm de diamètre avec une large majorité entre 17 et 20 cm.
La production de céramique commune est en pâte beige à beige rosé, similaire à celle des céramiques à paroi fine. Cette céramique est représentative des productions régionales du IIe siècle, et semble apparentée à celle de l'atelier voisin d'Offemont (Territoire de Belfort). Elle est représentée par un grand nombre de tessons (environ 22 000), généralement de trop petite dimension pour être rattachés à une forme identifiée. Parmi les formes reconnues, on recense une majorité d'assiettes et de mortiers (presque la moitié de la production de céramique commune), puis, par ordre de fréquence décroissante, des cruches de grande dimension à panse globulaire et à une, deux ou trois anses, des jattes, des pots à panse ronde ou ovoïde, des couvercles pouvant se raccorder aux pots ou aux jattes, et des bouilloires.

### Datation

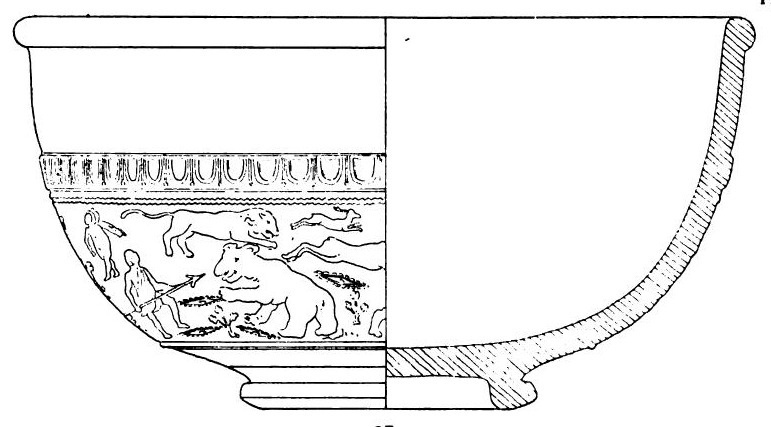
Bol de forme Drag. 37

Deux périodes de production ont été identifiées dans l'étude de Lucien Lerat et Yves Jeannin publiée en 1960 donc avant la fouille archéologique. La première, œuvre de plusieurs potiers, comporte de la sigillée courante de couleur rouge et de la sigillée à vernis métallique allant du noir au brun violet, pour des modèles Drag. 64 à 68. La seconde époque de production ne voit que de la sigillée rouge, pour un seul modèle le Drag. 37, et pourrait dater du dernier tiers du IIe siècle.
Le début de production de l'atelier du Chatigny est situé par déduction : le premier four actif a été comblé avec des débris en terra nigra, similaires aux productions champenoises et bourguignonnes de la seconde moitié du Ier siècle. L'analyse archéomagnétique d'échantillons prélevés sur les fours H et F par M. Headley, de l'Université de Genève, situe la fin d'utilisation de ces fours au IIe siècle, vers 150 avec une fourchette de plus ou moins 50 ans. La période de production s'étendrait donc sur un siècle et demi, et Chatigny serait en ce début du XXIe siècle le seul atelier connu de la région Franche-Comté présentant une production aussi variée sur un tel intervalle de temps.

### Diffusion
D'après l'étude de Lucien Lerat, la cité séquane d'Epomanduodurum (actuellement Mandeure) est le principal consommateur de la sigillée du Chatigny,. L'aire de diffusion de la production semble donc essentiellement régionale, malgré la découverte de quelques tessons originaires de Luxeuil dans la villa de Saint-Ulrich (Haut-Rhin), dans la vallée du Rhin ainsi qu'en Ardèche,.

## Classement et mise en valeur
En 1984, la municipalité de Luxeuil-les-Bains fait une demande de classement du site archéologique et étudie un financement pour sa présentation in situ.
Le site est classé à l'inventaire des monuments historiques par décret du 1er septembre 1988, en raison de la variété des structures de four présentes (circulaires, quadrangulaires ou ovoïdes) et de leur bon état de conservation.
En 1994, est érigé un bâtiment pour protéger le site des intempéries et du vandalisme, mais l'accès en est rapidement fermé. En 2009, le nettoyage des fours est effectué par une équipe d’archéologues et les services municipaux. Des galeries suspendues permettent d'observer chacun des fours avec un affichage didactique réalisé par Philippe Kahn et l’Office de Tourisme. Les objets découverts sur le site sont quant à eux exposés au Musée de la Tour des Echevins, à Luxeuil-les-Bains.